# Меркалијева скала
Меркали—Канкани—Зибергова скала (MCS скала), познатија само као Меркалијева скала, дефинише појаве и промене које земљотреси изазивају код људи и животиња, уз оцену величине штете на објектима и сагледавање промена у природи, које настају као последице земљотреса. Назив је добила по иницијалима сеизмолога који су је дефинисали (Меркали, Канкани и Зиберг).

## Меркалијева скала
Има 12 степени:
- 1 — Људи не осећају никакав померај
- 2 — Неки људи осећају ако су у стању мировања или на вишим спратовима зграда
- 3 — Многи људи, ако су у затвореном простору осећају подрхтавање. Висећи објекти (нпр. Лустери) се љуљају. Људи на отвореном не примећују
- 4 — Већина људи, ако су у затвореном простору осећају подрхтавање. Висећи објекти се љуљају. Звече тањири, прозори и врата шкрипе
- 5 — Скоро сви примећују подрхтавање. Они који спавају — буде се. Врата се отварају, посуђе пада, слике на зиду се љуљају. Мали предмети се померају или преврћу. Дрвеће може да се љуља, течност се прелива из отворених посуда.
- 6 — Сви осећају потрес. Људи имају проблема са ходом. Предмети падају са полица. Слике падају са зидова. Намештај се помера. Пуца малтер. Дрвеће се тресе. Мање штете на лоше сазиданим кућама. Нема структурног разарања.
- 7 — Људи имају проблема са стајањем, Возачи осећају да им се возило тресе. Неки намештај пуца. Слабије везани црепови падају са крова. Оштећења су мања до средњих на квалитетним објектима. Значајна на старим објектима.
- 8 — Возачи имају проблема са управљањем. Куће се руше. Високе структуре као солитери и димњаци се љуљају и могу да се сруше. Добро саграђене зграде трпе озбиљна оштећења. Стабла се ломе. Ниво воде у бунарима се мења.
- 9 — Добро грађени објекти имају озбиљна оштећења. Подземне цеви пуцају. Земља пуца. Резервоари имају тешка оштећења.
- 10 — Већина кућа је оштећена. Неки мостови се руше. Бране су тешко оштећене. Раде велика клизишта. Вода се прелива на обале река, језера, канала. Железничке шине се деформишу. Земља пуца на више места.
- 11 — Већина кућа се руши до темеља. Неки мостови се руше. Велике пукотине на земљи. Железничке шине значајно савијене.
- 12 — Скоро све је уништено. Објекти лете у ваздух. Земља се покреће у виду таласа. Велике стене се померају.